# Hannah Woolley
Hannah Woolley (1622 - 1675) fue una escritora británica, reconocida por publicar los primeros libros sobre labores domésticas (cocina, etiqueta, limpieza, entre otras), y fue probablemente la primera persona que se ganó la vida con dicha profesión.

## Biografía
Su madre y hermanas mayores tenían conocimientos básicos en cirugía, y Hannah aprendió de ellas. Nada se sabe acerca de su padre.
De 1639 a 1646 Woolley trabajó como sirvienta de una mujer llamada Lady Maynard, y durante ese tiempo aprendió sobre remedios médicos y recetas culinarias.
Contrajo matrimonio con Jerome Woolley, un maestro de escuela en 1646 y fundó junto a él una escuela de gramática en Newport, Essex.
Años después, los Woolley abrieron una nueva escuela en Hackney, Londres. Hannah tuvo al menos cuatro hijos y dos hijas, y su matrimonio fue feliz, según recuerda la misma Hannah.
Hannah enviudó en 1661 y a partir de ese año se dedicó a publicar libros sobre labores domésticas y manutención del hogar. Sus libros se centraban en temas como recetas culinarias, consejos para el mantenimiento del hogar, etiqueta en la mesa, formas correctas de redactar cartas, consejos médicos y elaboración de perfumes. Sus libros se volvieron muy populares con el paso del tiempo.
Su primera publicación,  The Ladies Directory, fue costeada de su propio bolsillo en 1661, y fue reimpresa en 1664. Su segundo libro, The Cooks Guide, fue impreso a expensas de su publicista y está dedicado a la hija de Lady Maynard, Lady Anne Wroth (1632–1677), y a su propia hija, Mary.
Woolley ganó una buena reputación con sus consejos médicos, a pesar de desarrollar sus ideas en una época en la que a la mujer no se le tenía en cuenta en este tipo de aspectos. Usaba sus propios libros para promocionar sus servicios, motivando a sus lectores a que la consultaran en persona.
Woolley se casó nuevamente en 1666 con Francis Challiner, sin embargo su segundo esposo falleció en febrero de 1669.
La muerte de Hannah es un misterio. No tuvo reacción alguna ante el plagio de uno de sus trabajos titulado  The Accomplish'd Ladies Delight en 1675, por lo que se especula que para esa fecha podría haber ya fallecido.

## Trabajos
- 1661 – The Ladies Directory
- 1664 – The Cooks Guide
- 1686 – The Accomplisht Ladys Delight[5]
- 1670 – The Queen-Like Closet Al menos dos ediciones fueron publicadas en alemán, con el nombre Frauenzimmers Zeitvertreib.[2]
- 1672 – The Ladies Delight
- 1674 – A Supplement to the "Queen-Like Closet,"  o, A Little of Every Thing

Un compendio no autorizado, basado en sus libros, fue publicado en 1673 como The Gentlewoman's Companion.
Algunos trabajos similares fueron publicados en 1675 bajo el nombre The Accomplished Ladies Delight y en 1685 The Compleat Servant-Maid. Como sus trabajos originales, fueron reimpresos al poco tiempo.